# 박성희 (테니스 선수)
박성희(朴晟希, 1975년 2월 17일~)는 대한민국의 은퇴한 여자 프로 테니스 선수이다. 1989년 프로로 데뷔한 그녀는 은퇴할 때까지 ITF 서킷에서 7개의 단식 타이틀과 7개의 복식 타이틀을 획득했으며, WTA 투어에서 복식 결승에 4번 진출했다. 그랜드 슬램 최고 성적은 1996년 프랑스 오픈, 1997년 호주 오픈, 그리고 1998년 호주 오픈 혼합 복식에서 16강에 진출한 것이며, 파트너는 모두 대만의 왕시팅이었다. 통산 최고 랭킹은 복식 34위(1988년 6월), 단식 57위(1995년 9월)이다. 2000년에 투어에서 은퇴했다.

## WTA 투어 결승 (4)

### 복식 준우승 (4)
| 대회 분류   |
| 티어 I      |
| 티어 II     |
| 티어 III    |
| 티어 IV & V |

| No. | 날짜            | 대회명                          | 개최지                      | 코트 종류  | 파트너       | 상대팀                          | 스코어        |
| 1   | 1995년 9월 11일 | 나고야 대회                     | 나고야, 일본                | 카페트 (i) | 히라키 리카  | 케리 앤 거스 크리스틴 컨스      | 6–4, 6–4      |
| 2   | 1996년 1월 8일  | 무릴라 호바트 인터내셔널        | 호바트, 오스트레일리아      | 하드       | 케리 앤 거스 | 야유크 바수키 나가츠카 교코     | 7–6(7), 6–3   |
| 3   | 1996년 9월 16일 | 니치레이 인터내셔널 챔피언십    | 도쿄, 일본                  | 하드       | 왕시팅       | 아만다 코에체 마리 피에르스     | 6–1, 7–6(5)   |
| 4   | 1998년 1월 5일  | 몬디알 오스트레일리아 여자 대회 | 골드 코스트, 오스트레일리아 | 하드       | 왕시팅       | 엘레나 리코프체바 스기야마 아이 | 1–6, 6–3, 6–4 |